# El grito de la juventud
 El grito de la juventud  es una película argentina en blanco y negro dirigida por Raul Roulien que se estrenó el 28 de septiembre de 1939 y que tuvo como protagonistas a Vicente Climent, Lalo Malcolm, Conchita Montenegro, Raúl Roulién y Alberto Terrones. Roulién, que había sido actor en Hollywood en los primeros años del cine sonoro, rodó este filme en Río de Janeiro en 1936 pero se estrenó con demora y sin repercusión alguna.

## Sinopsis
La enfermedad de su novia cambia la visión de un estudiante de medicina acerca de su carrera.

## Reparto
- Vicente Climent
- Lalo Malcolm
- Conchita Montenegro
- Raul Roulien
- Alberto Terrones

## Comentario
La crítica de El Heraldo del Cinematografista dijo que el filme "acusa una técnica deficiente y frecuentes saltos en su desarrollo".